# Atolón Haa Alif
El Atolón Haa Alif es el que está en el extremo norte de Maldivas, posee 42 islas de las cuales sólo 16 están habitadas.